# 山林芳則
山林 芳則（やまりん よしのり、1990年4月15日 - ）は、兵庫県洲本市出身の元プロ野球選手（投手）。右投右打。

## 経歴
日生学園第三（現・自由ヶ丘）高校時代から150km/h近い速球を投げ注目される。高校3年夏の西兵庫大会は、4回戦で北条高等学校に敗れ、甲子園出場はならなかった。
2009年1月26日、アトランタ・ブレーブスとマイナー契約を結んだことが発表された。契約後はオーストラリアの育成施設に入り、サマーリーグでプレーした。
2010年は、傘下ルーキー級ガルフ・コーストリーグ（GCL）のGCLブレーブスで15試合に登板し、2勝2敗、防御率5.65という成績だった。
2011年は全く登板機会がないまま、6月13日に自由契約となった。
2012年、関西独立リーグの紀州レンジャーズに入団した。同年は8試合に登板した。
2013年は22試合に登板して、1勝9敗、防御率6.75という成績だった。与四球、暴投がリーグ最多を記録するなど、制球に課題を残した。同年終了後、紀州の活動休止に伴い退団。この年限りで現役を引退した。
現役引退後は淡路島で漁師として活動している。

## 詳細情報

### 独立リーグでの投手成績
| 年 度     | 球 団     | 登 板 | 完 投 | 完 封 | 勝 利 | 敗 戦 | セ 丨 ブ | 勝 率 | 打 者 | 投 球 回 | 被 安 打 | 被 本 塁 打 | 与 四 球 | 敬 遠 | 与 死 球 | 奪 三 振 | 暴 投 | ボ I ク | 失 策 | 失 点 | 自 責 点 | 防 御 率 | W H I P |
| --------- | --------- | ----- | ----- | ----- | ----- | ----- | -------- | ----- | ----- | -------- | -------- | ----------- | -------- | ----- | -------- | -------- | ----- | ------- | ----- | ----- | -------- | -------- | ------- |
| 2012      | 紀州      | 8     | 0     | 0     | 0     | 0     | 0        | ----  | 42    | 9.2      | 9        | 1           | 6        | 0     | 1        | 5        | 2     | 0       | 0     | 5     | 4        | 3.72     | 1.63    |
| 2013      | 紀州      | 22    | 0     | 0     | 1     | 9     | 0        | .100  | 353   | 65.1     | 69       | 1           | 70       | 0     | 6        | 42       | 17    | 0       | 2     | 63    | 49       | 6.75     | 2.14    |
| 通算：2年 | 通算：2年 | 30    | 0     | 0     | 1     | 9     | 0        | .100  | 395   | 75.0     | 78       | 2           | 76       | 0     | 7        | 47       | 19    | 0       | 2     | 68    | 53       | 6.36     | 2.05    |

- 各年度の太字はリーグ最高

### 背番号
- 19 （2012年 - 2013年）